# Tonträgervertriebsvertrag
Der Tonträgervertriebsvertrag gehört neben dem Künstlerexklusivvertrag und dem Bandübernahmevertrag zu den wichtigsten Geschäftsverträgen in der Audiobranche. Er regelt die Konditionen zur Verbreitung, Abrechnung und teilweise auch Veröffentlichung von Tonträgern.

## Vertragspartner
Vertragspartner sind der Tonträgervertrieb und eine Plattenfirma oder ein Künstler. Der Vertrieb übernimmt die zu vertreibenden Tonträger von seinem Vertragspartner oder stellt diese im Auftrag von Plattenfirmen/Künstlern her. Grundsätzlich muss der Vertragspartner des Tonträgervertriebes im Besitz der erforderlichen Verwertungsrechte, Urheberrechte, Leistungsschutzrechte und sonstiger Rechte an etwaigen Warenzeichen des Tonträgers sein. Oft kann der Vertrieb diese Bedingungen nicht bis ins Detail nachprüfen und besteht dann auf eine vertragliche Freistellung von Ansprüchen Dritter. 
Grundsätzlich sollte jede Plattenfirma oder jeder Künstler die Kernkompetenz des gewählten Vertriebes kennen. Viele Vertriebsfirmen haben sich auf bestimmte Musiksparten spezialisiert, auf die sich ihre Promotion-Aktivitäten und auch ihre Vertriebskontakte konzentrieren. Die CD einer Rockband von einem Jazz-spezialisierten Vertrieb vertreiben zu lassen wäre beispielsweise eine unpassende Wahl.

## Vertragsgebiet und Veröffentlichung
Das Vertragsgebiet, d. h. das Gebiet, in dem das Produkt vertrieben wird, kann auf ein Land beschränkt sein (z. B. Deutschland) aber auch eine Region (z. B. Länder der europäischen Gemeinschaft) umfassen. In jedem Fall besteht der Vertrieb auf die Exklusivität des zu vertreibenden Produktes. Dies soll bedeuten, dass es dem Vertragspartner untersagt ist, den jeweiligen Tonträger innerhalb des Vertragsgebietes noch von anderen Vertrieben verbreiten zu lassen. Eine Ausnahme bildet der Direktverkauf auf Konzerten des Künstlers. Grundsätzlich sollte die Plattenfirma oder der Künstler darauf achten, ob der Vertriebsvertrag nur für eine bestimmte Veröffentlichung gilt, oder ob auch zukünftige Releases von Audioaufnahmen der Exklusivität des gewählten Vertriebes unterliegen. 
Veröffentlichungen von Vertrieben unterliegen meistens festen Bemusterungszyklen z. B. vierteljährlich. Es ist daher zu empfehlen, dem Vertrieb rechtzeitig zusätzliches Informationsmaterial über den Tonträger/den Künstler zukommen zu lassen (siehe Werbung und Promotion).

## Vergütung
Der Vertrieb zahlt für verkaufte Tonträger eine Vergütung nach vereinbarte Tarifen an die Plattenfirma/den Künstler. Dabei ist besonders darauf zu achten, welches Abrechnungsdatum und welches Zahlungsziel vereinbart wird. Oft erstellen Vertriebe monatliche Verkaufsaufstellungen, rechnen diese aber nur nach Rechnungsstellung von Seiten der Plattenfirma/des Künstlers ab. Das Zahlungsziel beträgt nicht selten bis zu 90 Tage. Ferner bestehen Vertriebe darauf, eine Retourenrückstellung bilden zu dürfen. Unter dem Leitgedanken des von vielen Elektronikmärkten angebotenen Rückgaberechts für den Endverbraucher, können zurückgegebene oder umgetauschte Tonträger an den Vertrieb retourniert werden. Dafür bilden Vertriebe eine Rückstellung um 10–15 Prozent, der vom Abrechnungsbetrag abgezogen wird.

## Werbung und Promotion
Der Vertrieb wird in der Regel nur begrenzt für den Tonträger werben. Dies geschieht meistens durch Telefonmarketing und Pressetexte, die an die Einkäufer der Elektronikmärkte weitergeleitet werden. Die Plattenfirma/der Künstler übernehmen den Großteil an der Bewerbung des Tonträgers in der Öffentlichkeit. Sie stellen dem Vertrieb ferner kostenlose Tonträger Promotion-Exemplare, sowie Pressetexte, Bilder und aktuelle Künstler-Informationen unentgeltlich zur Verfügung. Damit ist der Vertrieb aber nicht von einer effektiven Verbreitung des Tonträgers entbunden. Regelmäßige Nachfragen, welche Händler Tonträger bei der Vertriebsfirma geordert haben, zeigen den Erfolg des Produktes und bilden gleichzeitig die Arbeit des Vertriebes ab. Der Vertrieb ist außerdem zur genauen Buchführung verpflichtet, in die der Vertragspartner jederzeit Einsicht nehmen darf.

## Vertragsdauer und Vertragsbeendigung
Die Laufzeit eines Vertriebsvertrages sollte mittelfristig angelegt sein, d. h. zwei Jahre nicht unterschreiten, um Werbe- und Promotionmaßnahmen ausreichende Wirkungszeit zu geben. Wird der Vertrag nach dieser Zeit beendet, so steht dem Vertrieb trotzdem noch das Retouren- und Rückstellungsrecht über bereits im Handel befindliche Tonträger zu.